# Celeste (serie de televisión chilena)
Celeste es una serie de televisión chilena de comedia adolescente creada por Jaime Morales y transmitida originalmente por la cadena TVN y NTV.
La historia protagonizada por Tatiana Fernández. La primera temporada se estrenó el 6 de marzo de 2022. El 10 de mayo de 2022, se anunció una segunda temporada. El 14 de agosto de 2022, se estrenó la segunda temporada. El 1 de noviembre de 2022, se estrenó la tercera temporada.

## Reparto

### Protagonistas
- Tatiana Fernández como Celeste Castillo, es una influencer (T1–T2--T3)
- Facundo Yedro como Teo Baccelli (T1–T2--T3)
- Bastián Faúndez como Bruno Castillo, es el hermano menor de Celeste (T1–T2--T3)
- Ian Araos como Diego Quitral, el mejor amigo de Celeste (T1–T2--T3)
- Giulia Inostroza como Antonia Aldunate, una influencer de moda (T1–T2--T3)
- Victoria Rodríguez como Amparo Aguilera, la amiga de Antonia (T1–T2--T3)
- Vicente Soto como Renzo Rodríguez, el mejor amigo de Teo; fue adoptado por un matrimonio igualitario (T1–T2)
- Simón Opazo como Benjamín Opazo (T1–T2--T3
- Gabriel Cañas como Roque Castillo, es un chef propietario de Pizza ROQ's; padre de Celeste y Bruno (T1–T2--T3)
- Emilia Noguera como Carla Castillo, es un psicóloga infantil; madre de Celeste y Bruno (T1–T2--T3).[4]
- Paulina Urrutia como Maruja Castillo, es la madre de Roque (T1–T2--T3)
- Cristina Peña y Lillo como Marta Correa, es la madre de Diego (T1–T2--T3)
- Paulina Eguiluz como profesora Carolina Huanquilao (T1–T2--T3)
- Sebastián Arrigorriaga como Nicolás Baccelli, es el padre de Teo (T1–T2--T3)
- Luz Jiménez como Yuli Morán, es la abuela de Diego (T2)
- Hugo Medina como Héctor Correa, es el abuelo de Diego (T2)
- Loreto Valenzuela como Silvia Muñoz, es la abuela de Teo (T2)
- Luciana Ibáñez como Brenda Castillo, es la hija de Roque (T1–T2)[5]
- Alejandra Herrera como Marianela Lopetegui, es la vecina de Carla (T2-T3)
- Raimundo Alcalde como Vittorio Baccelli, es el hermano de Teo (T2-T3)
- Oliver Borner como Luciano Valenzuela (T2-T3)
- Diego Chávez como Rafael (T1)
- Alessandra Guerzoni como Cecilia (T1-T2-T3)
- Raúl Hoffmann como padre de Renzo (T2)

## Episodios
| Temporada | Temporada | Episodios | Episodios | Emisión original       | Emisión original         |
| Temporada | Temporada | Episodios | Episodios | Primera emisión        | Última emisión           |
| --------- | --------- | --------- | --------- | ---------------------- | ------------------------ |
|           | 1         | 26        | 26        | 6 de marzo de 2022     | 11 de abril de 2022      |
|           | 2         | 26        | 26        | 14 de agosto de 2022   | 16 de septiembre de 2022 |
|           | 3         | 26        | 26        | 1 de noviembre de 2022 | 6 de diciembre de 2022   |